# الجمباز في الألعاب الأولمبية الصيفية 2012 – فردي فني شامل للسيدات
أقيمت منافسات الجمباز الفردي الفني الشامل للسيدات في دورة الألعاب الأولمبية الصيفية 2012 في لندن في ملعب نورث غرينتش أرينا في 2 أغسطس 2012، تأهل لهذا الحدث أفضل 24 متنافسة في الجولة التأهيلية (بحد أقصى اثنين لكل دولة)، بناءً على النتائج المجمعة على الأجهزة الأربعة، إلى نهائيات الفردي الشامل. في النهائي، يؤدي اللاعبون على كل جهاز مرة أخرى. ثم يتم تجاهل نتائج التأهيل، مع احتساب نتائج الجولة النهائية فقط.
فازت لاعبة الجمباز الأمريكية غابريلا دوغلاس بالميدالية الذهبية الأوليمبية في مسابقة الفردية الشامل، لتصبح ثالث أمريكية على التوالي تفوز بأكبر جائزة في الجمباز وأول أمريكية من أصل أفريقي. والميدالية الذهبية الثانية لها في دورة لندن، بعد ليلتين من منحها هي وزميلاتها في فريق "Fierce Five" أول لقب أولمبي للولايات المتحدة منذ عام 1996. حيث ساهم أدائها العالي في حصول الفريق الأمريكي على المركز الأول في حدث فريق فني شامل للسيدات.
تصدرت دوغلاس قائمة المشاركين من 24 لاعبة جمباز برصيد 47.199 نقطة، حيث دخلت الرياضيات المصنفات الأوليات المنافسة الرابعة والأخيرة في حدث حركات الأرضية، جاءت فيكتوريا كوموفا في المركز الثاني برصيد 46.873 نقطة، تليها زميلتها الروسية علياء مصطفينا برصيد 44.966 نقطة، ولم يتغير التصنيف بعد منافسات الحركات الأرضية، حيث حصلت كوموفا على الميدالية الفضية بمجموع 61.973 نقطة، ومصطفينا على الميدالية البرونزية بمجموع 59.566 نقطة.

## ملخص المسابقة
| حدث                   | الذهبية                           | الفضية                  | البرونزية             |
| --------------------- | --------------------------------- | ----------------------- | --------------------- |
| فردي فني شامل للسيدات | الولايات المتحدة · غابريلا دوغلاس | روسيا · فيكتوريا كوموفا | روسيا · علياء مصطفينا |

## نظام المنافسة
تأهلت أفضل 24 متنافسة في الجولة التأهيلية (بحد أقصى اثنين لكل دولة)، بناءً على النتائج المجمعة على الأجهزة الأربعة، إلى نهائيات الفردي الشامل. في النهائي، يؤدي اللاعبون أداءً على كل جهاز مرة أخرى. ثم يتم تجاهل نتائج التأهل، مع احتساب نتائج الجولة النهائية فقط.